# Postamt Radegast

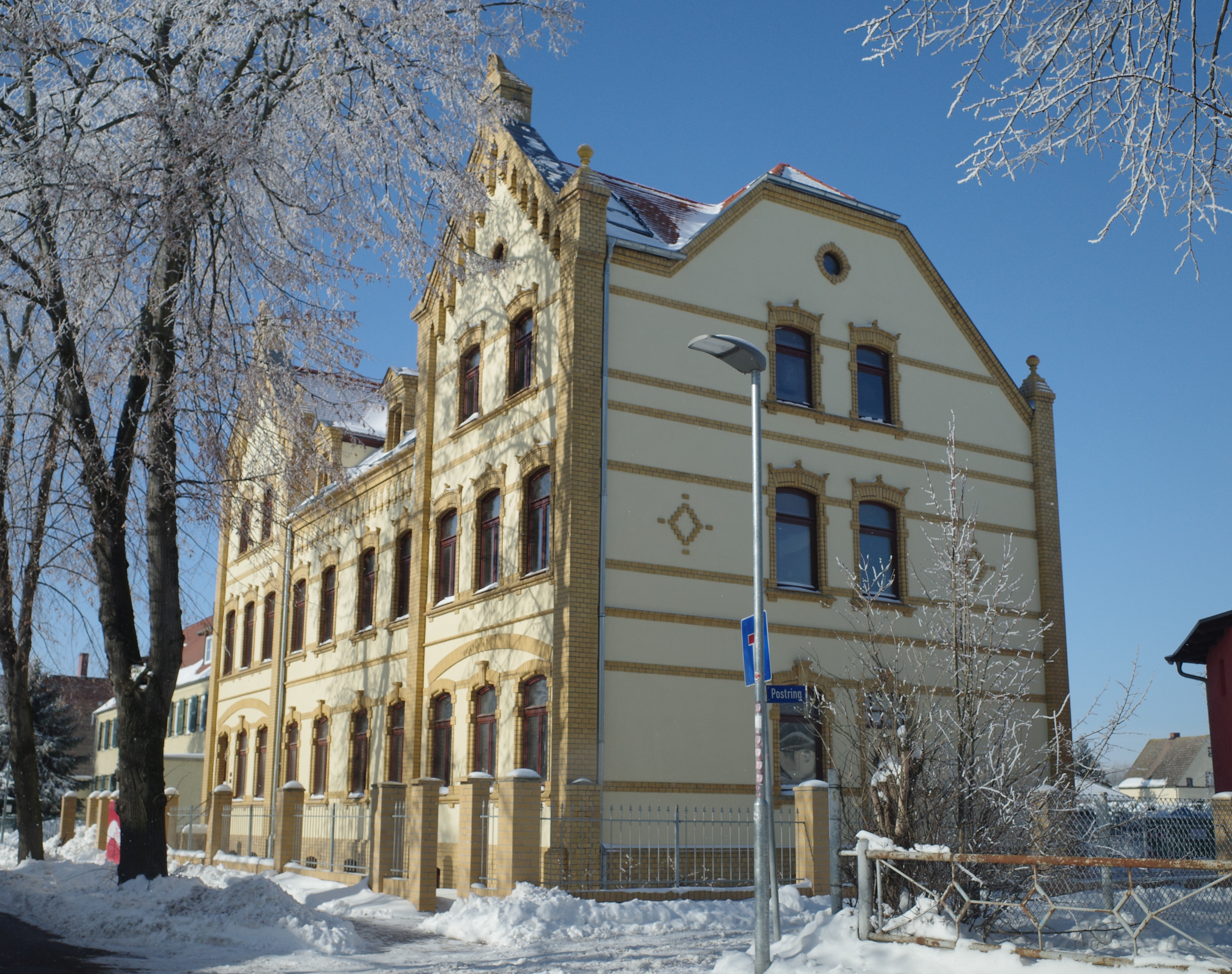
Postamt Radegast (2021)

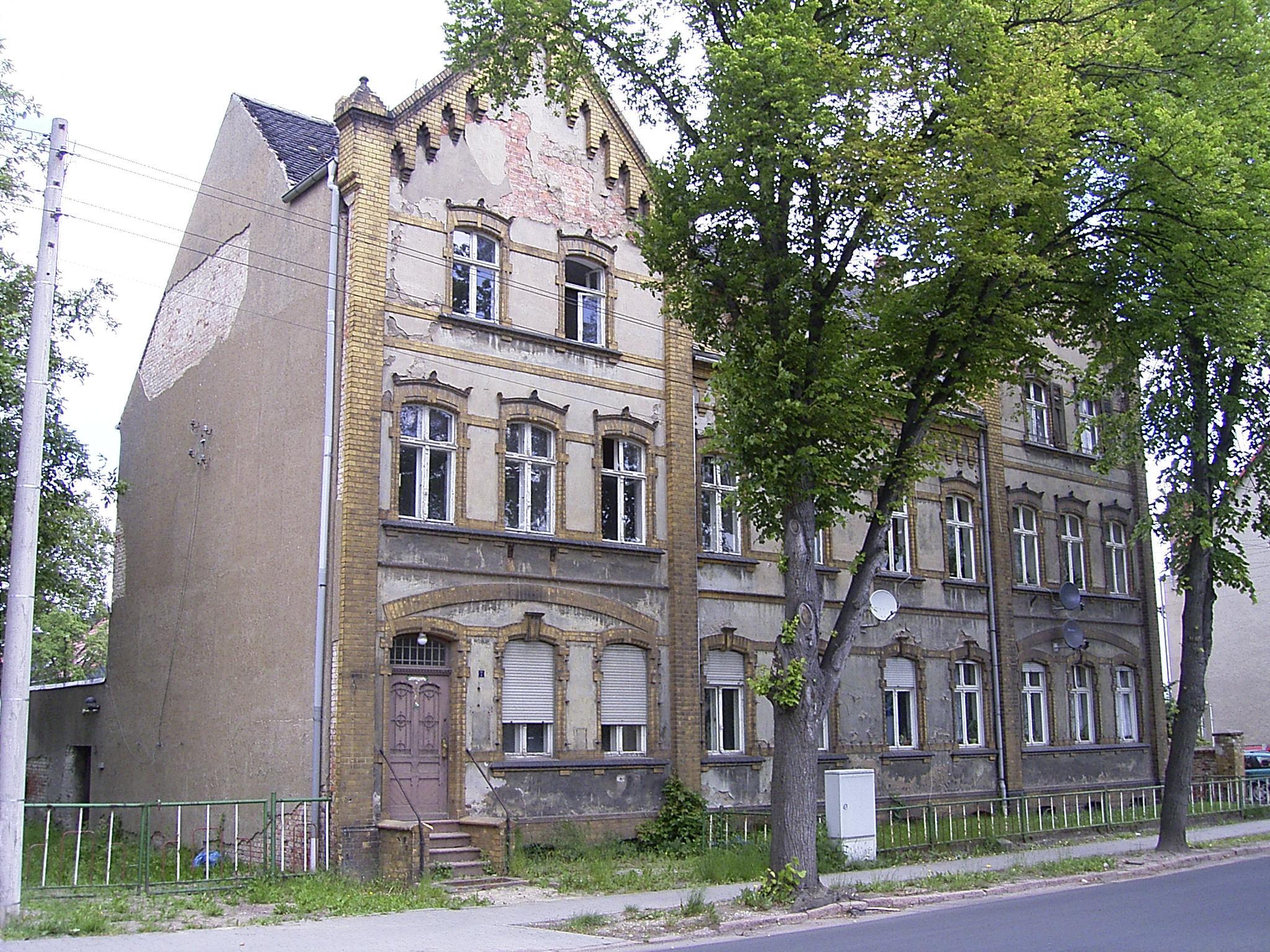
Postamt Radegast (2005)

Das Postamt Radegast ist eine ehemalige örtliche Dienststelle der Deutschen Post in der Stadt Südliches Anhalt im Landkreis Anhalt-Bitterfeld in Sachsen-Anhalt.

## Geschichte
Radegast (Anhalt) war bis zum Wiener Kongress 1815 ein wichtiger Grenzort zwischen Anhalt und Sachsen, da es sich an der Hauptverbindung zwischen Magdeburg und Leipzig befand. Nach 1815 gingen die angrenzenden sächsischen Gebiete an Preußen über und bereits 1819 heißt es: „Es ist hieselbst ein Postwärteramt und Station, welches unter dem Postamte zu Halle steht.“ Da Halle preußisch war, muss es sich um eine preußische Post-Einrichtung gehandelt haben. Später ist eine „preußische Post-Expedition II. Klasse“ in der kleinen anhaltischen Landstadt nachweisbar, die der Oberpostdirektion Magdeburg unterstand. Sie wurde offenbar nur nebenbei betrieben, da sich etwa in den 1850er Jahren ein Dammgeldeinnehmer, dann ein Gastwirt und schließlich ein Färbermeister als Inhaber nachweisen lassen.
Mit der Gründung des Deutschen Reiches erhielt Radegast ein neues Kaiserliches Postamt. Es wurde innerhalb der Oberpostdirektion Magdeburg als „Postamt III. Klasse“ eingestuft, wie das mit den meisten Postexpeditionen geschah. Im Jahr 1877 wurde hier zudem ein Telegraphenamt eröffnet. Vermutlich besaß das Postamt zu diesem Zeitpunkt bereits ein eigenes Gebäude in der Bahnhofsstraße. Später wurde auf dem Dach ein Antennenturmgerüst aufgesetzt. Im ersten Viertel des 20. Jahrhunderts nahm die Fassadenbegrünung zu, die aber später wieder entfernt wurde.
Im Jahr 1999 wurde das Postamt geschlossen und sich selbst überlassen, so dass es verfiel und Teile des Putzes herunterstürzten. Erst 2013 erfolgte eine Versteigerung. Danach wurde das Gebäude saniert und zu einem Wohn- und Geschäftshaus umgestaltet.

## Baubeschreibung
Erbaut wurde ein weitgehend symmetrisches Gebäude mit zehn Fensterachsen, von denen die drei linken und rechten Achsen eine Etage höher sind als die zentralen vier, so dass sie wie Risalite wirken. Sie weisen je eigene Giebel auf. Einzige Abweichung von der Symmetrie ist die Anordnung des Eingangs in der westlichsten Achse, zu dem auch eine kleine Freitreppe hinaufführt. Die Details wurden mit gelben Klinkern betont, etwa die Fensterfassungen, die Fialen, Gesimse oder der Fries. Über den zentralen vier Achsen wurden drei Dachgauben angeordnet, von denen eine der Sanierung zum Opfer fiel. Dafür wurde der abgebröckelte Putz wiederhergestellt. Unter diesem waren an vielen Stellen schon rote Backsteine zum Vorschein gekommen.
Das Gebäude in der Bahnhofstraße Nr. 7 und Nr. 9 steht als Baudenkmal unter Denkmalschutz und ist im Denkmalverzeichnis mit der Nummer 094 18069 erfasst.